# Cantó de Caen-7
El cantó de Caen-7 és un cantó francès del departament de Calvados, situat al districte de Caen. Té 2 municipis i el cap es Caen.

## Municipis
- Caen (part)
- Mondeville

## Història
| Data d'elecció                           | Identitat           | Partit | Qualitat |
| ---------------------------------------- | ------------------- | ------ | -------- |
| 1982-1994                                | Jean-Pierre Michel  | PS     |          |
| 1994-2008                                | Jean-Michel Gasnier | PS     |          |
| 2008-                                    | Bertrand Havard     | PS     |          |
| les dades anteriors no són pas conegudes |                     |        |          |
|                                          |                     |        |          |